# Graellsia rufina
Graellsia rufina är en fjärilsart som beskrevs av Ramon Agenjo Cecilia 1953. Graellsia rufina ingår i släktet Graellsia och familjen påfågelsspinnare. Inga underarter finns listade i Catalogue of Life.